# NGC 3147
NGC 3147 je galaksija u zviježđu Zmaju.

## Vanjske poveznice
- SEDS: NGC 3147